# Odenslätts naturreservat
Odenslätts naturreservat är ett naturreservat i Tierps kommun i Uppsala län.
Området är naturskyddat sedan 2022 och är 178 hektar stort. Reservatet ligger nordväst om Tierp och består av orörda äldre barrblandskogar, sumpskogar och rikkärr.